# Diskuskastning för herrar i friidrott vid olympiska sommarspelen 2004
Diskuskastningen vid Olympiska sommarspelen 2004 avgjordes på den nybyggda Atens Olympiastadion. I de ursprungliga planerna var diskuskastning för både damer och herrar avsedda att som ett historiskt inslag avgöras på det restaurerade antika stadion i Olympia. Man konstaterade dock att kastområdet inte var tillräckligt stort för att klara av de kastlängder, som presteras av dagens kastare. Det skulle föreligga uppenbara risker för åskådarna. Därför beslutade man att flytta diskustävlingarna till Aten och i stället förlägga tävlingarna i kulstötning till Olympia trots att kula aldrig i de antika olympiska spelen förekom som en tävlingsgren.

## Medaljörer
| Event          | Guld                      | Guld         | Silver               | Silver  | Brons                      | Brons   |
| Diskuskastning | Virgilijus Alekna Litauen | 69,89 m 0OR0 | Zoltán Kővágó Ungern | 67,04 m | Aleksander Tammert Estland | 66,66 m |

Ungraren Robert Fazekas hade ursprungligen vunnit finalen med ett kast, som innebar nytt olympiskt rekord, men han fråntogs segern, eftersom han i samband med de obligatoriska dopingkontrollerna befanns försöka fiffla med sitt urinprov. Detta innebär att Virgilijus Aleknas kast på 69,89 m som är längre än tidigare olympiska rekord (innan OS 2004) kommer att räknas som olympiskt rekord

## Resultat
- medaljörer markeras med  fet stil
- Resultaten anges i meter

### Kval
- Q markerar automatiskt kvalificerad för finalen
- q markerar kvalificerad för finalen med de bästa resultaten därutöver
- NM markerar att inget resultat noterats
- DSQ markerar diskvalifikation eller uteslutning

#### Grupp A
| Placering | Totalt | Idrottare                | Försök | Försök | Försök | Längd   | Noteringar |
| Placering | Totalt | Idrottare                | 1      | 2      | 3      | Längd   | Noteringar |
| --------- | ------ | ------------------------ | ------ | ------ | ------ | ------- | ---------- |
| 1         | 1      | Virgilijus Alekna (LTU)  | X      | 63.80  | 67.79  | 67.79 m |            |
| 2         | 2      | Aleksander Tammert (EST) | 65.70  | —      | —      | 65.70 m |            |
| 3         | 4      | Hannes Hopley (RSA)      | 62.71  | 62.50  | 63.89  | 63.89 m |            |
| 4         | 5      | Gabor Mate (HUN)         | 57.40  | 62.43  | 63.41  | 63.41 m |            |
| 5         | 6      | Torsten Schmidt (GER)    | 56.86  | 60.63  | 63.40  | 63.40 m |            |
| 6         | 10     | Libor Malina (CZE)       | 60.54  | X      | 62.12  | 62.12 m |            |
| 7         | 13     | Jarred Rome (USA)        | 59.35  | X      | 61.55  | 61.55 m |            |
| 8         | 15     | Jason Tunks (CAN)        | 61.21  | 60.02  | 60.34  | 61.21 m |            |
| 9         | 17     | Frank Casañas (CUB)      | 60.15  | 60.60  | 57.27  | 60.60 m |            |
| 10        | 19     | Gerd Kanter (EST)        | X      | 60.05  | X      | 60.05 m |            |
| 11        | 21     | Ian Waltz (USA)          | 58.97  | 58.55  | 57.52  | 58.97 m |            |
| 12        | 24     | Emeka Udechuku (GBR)     | X      | 58.41  | 55.79  | 58.41 m |            |
| 13        | 27     | Leonid Tjerevko (BLR)    | 57.98  | X      | 57.89  | 57.89 m |            |
| 14        | 31     | Marcelo Pugliese (ARG)   | X      | 56.06  | 54.45  | 56.06 m |            |
| 15        | 32     | Vadim Hranovschi (MDA)   | 53.77  | 52.30  | 55.64  | 55.64 m |            |
| 16        | 34     | Dragan Mustapic (CRO)    | 54.66  | X      | X      | 54.66 m |            |
| 17        | 35     | Jaroslav Žitňanský (SVK) | 53.30  | X      | 51.87  | 53.30 m |            |
| —         | —      | Anil Kumar (IND)         | X      | X      | X      | NM      |            |
| —         | —      | Dmitrij Sjevtjenko (RUS) | X      | X      | X      | NM      |            |

#### Grupp B
| Placering | Totalt | Idrottare                    | Försök | Försök | Försök | Längd   | Noteringar |
| Placering | Totalt | Idrottare                    | 1      | 2      | 3      | Längd   | Noteringar |
| --------- | ------ | ---------------------------- | ------ | ------ | ------ | ------- | ---------- |
| 1         | —      | Róbert Fazekas (HUN)         | 63.88  | 68.10  | —      | 68.10 m |            |
| 2         | 3      | Lars Riedel (GER)            | 64.20  | —      | —      | 64.20 m |            |
| 3         | 7      | Casey Malone (USA)           | 59.99  | 63.27  | 61.83  | 63.27 m |            |
| 4         | 8      | Vasil Kaptsiuch (BLR)        | 63.04  | X      | 62.93  | 63.04 m |            |
| 5         | 9      | Frantz Kruger (RSA)          | 60.91  | 62.32  | X      | 62.32 m |            |
| 6         | 11     | Zoltán Kővágó (HUN)          | X      | 61.91  | 60.77  | 61.91 m |            |
| 7         | 12     | Mario Pestano (ESP)          | X      | X      | 61.69  | 61.89 m |            |
| 8         | 14     | Vikas Shive Gowda (IND)      | 61.35  | 61.39  | 59.87  | 61.39 m |            |
| 9         | 16     | Rutger Smith (NED)           | X      | 61.11  | X      | 61.11 m |            |
| 10        | 18     | Wu Tao (CHN)                 | 48.96  | X      | 60.60  | 60.60 m |            |
| 11        | 20     | Michael Möllenbeck (GER)     | 56.42  | 59.79  | X      | 59.79 m |            |
| 12        | 22     | Savvas Panavoglou (GRE)      | 57.26  | 58.47  | 57.62  | 58.47 m |            |
| 13        | 23     | Aleksandr Malasjevitj (BLR)  | X      | 57.67  | 58.45  | 58.45 m |            |
| 14        | 25     | Aleksandr Boritjevskij (RUS) | 58.12  | 58.19  | 57.86  | 58.19 m |            |
| 15        | 26     | Ercüment Olgundeniz (TUR)    | 57.13  | 58.17  | X      | 58.17 m |            |
| 16        | 28     | Abbas Samimi (IRI)           | 57.57  | X      | 56.24  | 57.57 m |            |
| 17        | 29     | Lois Maikel Martínez (CUB)   | 57.18  | 57.10  | X      | 57.18 m |            |
| 18        | 30     | Igor Primc (SLO)             | 55.70  | 56.33  | 55.43  | 56.33 m |            |
| 19        | 33     | Omar Ahmed El Ghazaly (EGY)  | X      | 55.53  | 55.27  | 55.53 m |            |
| 20        | 36     | Shaka Sola (SAM)             | 50.36  | 51.10  | 50.97  | 51.10 m |            |

#### Final
| Placering | Idrottare                | Försök | Försök | Försök | Försök | Försök | Försök | Längd   | Noteringar |
| Placering | Idrottare                | 1      | 2      | 3      | 4      | 5      | 6      | Längd   | Noteringar |
| --------- | ------------------------ | ------ | ------ | ------ | ------ | ------ | ------ | ------- | ---------- |
| 1         | Virgilijus Alekna (LTU)  | 69.89  | X      | X      | X      | 69.49  | X      | 69.89 m | 0OR0       |
| 2         | Zoltán Kővágó (HUN)      | 57.31  | 66.40  | 66.03  | 67.04  | 58.25  | X      | 67.04 m |            |
| 3         | Aleksander Tammert (EST) | 66.66  | X      | 64.28  | 63.95  | 64.04  | X      | 66.66 m |            |
| 4         | Vasil Kaptsiuch (BLR)    | 65.10  | 59.82  | 62.88  | 63.44  | 64.89  | 63.63  | 65.10 m |            |
| 5         | Frantz Kruger (RSA)      | 64.34  | X      | 61.01  | 62.53  | X      | 60.73  | 64.34 m |            |
| 6         | Casey Malone (USA)       | 62.80  | 60.34  | X      | 64.33  | 62.73  | 63.65  | 64.33 m |            |
| 7         | Lars Riedel (GER)        | X      | 62.80  | X      | —      | —      | —      | 62.80 m |            |
|           |                          |        |        |        |        |        |        |         |            |
| 8         | Hannes Hopley (RSA)      | 60.18  | 61.99  | 62.58  |        |        |        | 62.58 m |            |
| 9         | Torsten Schmidt (GER)    | X      | 61.18  | 61.10  |        |        |        | 61.18 m |            |
| 10        | Libor Malina (CZE)       | 57.39  | X      | 58.78  |        |        |        | 58.78 m |            |
| 11        | Gábor Máté (HUN)         | 57.02  | X      | 57.84  |        |        |        | 57.84 m |            |
|           |                          |        |        |        |        |        |        |         |            |
| —         | Róbert Fazekas (HUN)     | 66.39  | 70.93  | 69.35  | 68.92  | 67.64  | —      | 70.93 m | 0DSQ0      |

1. ↑  Róbert Fazekas från Ungern slutade ursprungligen på första plats men blev diskvalificerad då han testades positivt för dopning.

## Rekord

### Världsrekord
- Jürgen Schult, DDR - 74,08 - 6 juni 1986 - Neubrandenburg, Tyskland

### Olympiskt rekord
- Virgilijus Alekna, Litauen - 69,89 - 23 augusti 2004 - Aten, Grekland

## Tidigare segrare

### OS
- 1896 i Aten: Robert Garrett, USA – 29,15
- 1900 i Paris: Rudolf Bauer, Ungern – 36,04
- 1904 i S:t Louis: Martin Sheridan, USA – 39,28
- 1906 i Aten: Martin Sheridan, USA – 41,46
- 1908 i London: Martin Sheridan, USA – 40,89
- 1912 i Stockholm: Armas Taipale, Finland – 45,21
- 1920 i Antwerpen: Elmer Niklander, Finland – 44,69
- 1924 i Paris: Clarence Houser, USA – 46,15
- 1928 i Amsterdam: Clarence Houser, USA – 47,32
- 1932 i Los Angeles: John Anderson, USA – 49,49
- 1936 i Berlin: Kenneth Carpenter, USA – 50,48
- 1948 i London: Adolfo Consolini, Italien – 52,78
- 1952 i Helsingfors: Sim Iness, USA – 55,03
- 1956 i Melbourne: Al Oerter, USA – 56,36
- 1960 i Rom: Al Oerter, USA – 59,18
- 1964 i Tokyo: Al Oerter, USA – 61,00
- 1968 i Mexico City: Al Oerter, USA – 64,78
- 1972 i München: Ludvik Danek, Tjeckoslovakien – 64,40
- 1976 i Montréal: Mac Wilkins, USA – 67,50
- 1980 i Moskva: Viktor Rasjtjupkin – Sovjetunionen – 66,64
- 1984 i Los Angeles: Rolf Dannenburg, Västtyskland – 66,60
- 1988 i Seoul: Jürgen Schult, DDR – 68,82
- 1992 i Barcelona: Romas Ubartas, Litauen – 65,12
- 1996 i Atlanta: Lars Riedel, Tyskland – 69,40
- 2000 i Sydney: Virgilijus Alekna, Litauen – 69,30

### VM
- 1983 i Helsingfors: Imrich Bugar, Tjeckoslovakien – 67,72
- 1987 i Rom: Jürgen Schult, DDR – 68,74
- 1991 i Tokyo: : Lars Riedel, Tyskland – 66,20
- 1993 i Stuttgart: : Lars Riedel, Tyskland – 67,72
- 1995 i Göteborg: Lars Riedel, Tyskland – 68,76
- 1997 i Aten: Lars Riedel, Tyskland – 68,54
- 1999 i Sevilla: Anthony Washington, USA – 69,08
- 2001 i Edmonton: Lars Riedel, Tyskland – 69,72
- 2003 i Paris: Virgilijus Alekna, Litauen – 69,69